# Un été dans la Sierra
Un été dans la Sierra (en anglais : My First Summer in the Sierra) est un récit de voyage de l'Américain John Muir publié en 1911 chez Houghton Mifflin. Composé en 1910 à partir de son journal manuscrit écrit à l'époque du voyage, il relate la transhumance qu'accomplit l'auteur de la vallée Centrale de Californie à la Sierra Nevada à compter du début du mois de juin 1869. Selon Michel Le Bris, qui a préfacé une édition en français, c'est là « un des plus beaux livres, assurément, jamais écrits sur la beauté du monde ».